# Csempészek (film, 2012)
A Csempészek (eredeti cím: Contraband) 2012-ben bemutatott brit-amerikai bűnügyi-akciófilm, melyet Baltasar Kormákur rendezett. A főszerepet Mark Wahlberg, Kate Beckinsale, Ben Foster, Caleb Landry Jones, Giovanni Ribisi, Lukas Haas, Diego Luna és J. K. Simmons alakítja. 
A film a 2008-as Izlandi Reykjavík-Rotterdam című film remakeje, amelyben Baltasar Kormákur játssza a főszerepet. Az Amerikai Egyesült Államokban 2012. január 13-án mutatta be a Universal Pictures, Magyarországon két hónappal később, március 22-én a UIP-Dunafilm jóvoltából.
Hogy megvédje sógorát a kegyetlen drogbárótól, egy volt csempész Panamába utazik, hogy dollármilliókat szerezzen hamis bankjegyekben.

## Cselekmény
Chris Farraday (Mark Wahlberg) volt csempész békés életet él feleségével, Kate-tel (Kate Beckinsale) és két fiukkal New Orleansban. Megtudják, hogy Kate bátyja, Andy (Caleb Landry Jones) kábítószert csempészett, de az amerikai vám- és határőrség meglepetésszerű ellenőrzése közben a Mississippi folyóba dobta azt.
Andy főnöke, a maffiafőnök Tim Briggs (Giovanni Ribisi) azzal fenyegetőzik, hogy megöli Chris családját, ha Andy nem fizet vissza neki 700.000 dollárt. Chris úgy dönt, hogy a pénzt csempészetből szerzi meg egykori csempészpartnerével, Sebastian Abney-vel (Ben Foster) együtt, aki most egy legális építőipari cég tulajdonosa. Megígérve Kate-nek, hogy nem fog drogot terjeszteni, Chris felszáll egy teherhajóra, és azt tervezi, hogy 10 millió dollárnyi hamis bankjegyet vásárol Panamában, és becsempészi az Egyesült Államokba. Csatlakozik hozzá Andy jó barátja, Danny Raymer (Lukas Haas), és segítséget kap a csapat korábbi tagjaitól. 
Miután Briggs betör Chris házába, és ráijeszt feleségére és gyerekeire, Kate a biztonság kedvéért Sebastian házába költözik.
Panamában Chris rájön, hogy az egyetlen, aki jó minőségű hamis bankjegyeket tud előállítani, az a bűnöző nem más, mint Gonzalo (Diego Luna). Andy-t a furgonban hagyja a hamis bankjegyekre szánt pénzzel, Chris találkozik Gonzalóval, hogy tárgyaljanak. Briggs felhívja Andyt, megfenyegeti, hogy megöli Chris egyik fiát, és arra kényszeríti, fogadja el a pénzt, és vegyen kokaint belőle. Mivel a pénz eltűnt, Chris és Danny megegyeznek, hogy segítenek Gonzalónak kirabolni egy páncélautót a hamis bankjegyekért cserébe. Egy lövöldözés során, amelyben Gonzalo, a csapata, valamint számos rendőr és biztonsági őr meghal, sikeresen ellopnak egy Jackson Pollock-festményt, ami egy összefröcskölt ponyvára hasonlít. Chris és Danny épphogy visszaér a hajóra a hamis bankjegyekkel, valamint a festménnyel. A csempészáruval teli furgont egy konténerbe hajtják, amelyet felraknak a teherhajóra. Chris megüti és szidja Andyt, amiért a pénzből kokaint vett, de bocsánatot kér, amikor Andy elmagyarázza ennek okát.
Kiderül, hogy Sebastian Briggsnek dolgozik, és sürgősen szüksége van pénzre, hogy kifizesse   Jim Church gengsztert (David O'Hara). Sebastian felhívja Christ, és megtudja, hogy Chris meg akar szabadulni az Andy által vásárolt kokaintól. Sebastian utasítja Briggs-et, hogy fenyegesse meg Kate-et. Kate-en keresztül Briggs figyelmezteti Christ, hogy ne dobja ki a kokaint. Chris rájön, hogy Sebastian elárulta őt. Sebastian kapcsolatba lép a teherhajó századosával, Camppel (J. K. Simmons), akivel társul. Elmondja Campnek, hogy Chris csempészi a zsákmányt, és részesedést ígér neki, ha megszerzi. Mivel nem tudja rávenni Christ a csempészáru átadására, Camp felhívja az amerikai vámhatóságot, hogy ellenőrizzék át a hajót New Orleansben. A vámosok megtalálják a konténert Chris furgonjával, amely üres, kivéve a festékfoltokkal teli ponyvát, amit figyelmen kívül hagynak.
Amint Chris a partra ér, Briggs és gengszterei követelik a drogcsomagot. Chris elviszi Briggs-et Camp házába, mivel a hajón készített egy kulcsmásolatot, és tudatosan aktiválja a biztonsági rendszert. Chris kinyitja Camp szőnyegtisztítógépét, és kiveszi belőle a kokaint. Miközben Briggs és bandája Camp nappalijában ül a kokainnal, Chris kioson. Camp felfigyel a zajra, és a rendőrség megérkezésekor bejön a nappaliba. Briggs bandáját és Campet is letartóztatják a nagy mennyiségű kokain birtoklásáért.
Chris figyelmeztetésére Kate elhagyja Sebastian házát. Amikor visszamegy néhány személyes tárgyáért, Sebastian dühös lesz rá, és véletlenül nekilöki a fürdőkádnak. A férfi azt hiszi, hogy a nő meghalt, az eszméletlen testét az egyik építkezésén egy még be nem öntött alapba dobja. Chris elmegy Sebastian építkezési területére, és megveri Sebastiant, Chrisnek sikerül megtalálnia és megmentenie Kate-et azzal, hogy felhívja a mobilját. Sebastiant letartóztatják és börtönbe viszik, ahol lincselő tömeg fogadja.
Végül Danny visszaszerzi a hamis bankjegyeket, amelyeket Chris a Mississippi folyóba dobott, mielőtt a hajó kikötne New Orleansban. Andy egy amerikai vámárverésen megvásárolja a teherhajóról korábban lefoglalt menekülő furgont, és még mindig ott van benne a festmény. Church 3 millió dollárt fizet Chrisnek a hamis valutáért, és az eltűnt festményről érdeklődik. Chris megtudja, hogy a festményt több mint 20 millió dollárért lehet eladni a feketepiacon. 
A film végén Chris, Kate, Andy és a fiúk új életet kezdenek egy tengerparti házban.

## Szereplők
(A magyar hangok a szereposztás mellett feltüntetve)
- Mark Wahlberg – Chris Farraday – Széles Tamás
- Kate Beckinsale – Kate Farraday – Németh Borbála
- Ben Foster – Sebastian Abney – Zámbori Soma
- Caleb Landry Jones – Andy – Timon Barna
- Giovanni Ribisi – Tim Briggs – Csőre Gábor
- Diego Luna – Gonzalo – Hegedüs Miklós
- J. K. Simmons – Redmond Camp százados – Papp János
- Lukas Haas – Danny Raymer – Molnár Levente
- Robert Wahlberg – John Bryce –
- Jaqueline Fleming – Jeanie Goldare –
- William Lucking – Bud Farraday – Ujlaki Dénes
- David O'Hara – Jim Church – Haás Vander Péter
- Kirk Bovill – a legénység tagja –
- Lucky Johnson – Tarik – Schneider Zoltán
- Viktor Hernandez – Edwin – Szokol Péter
- Ólafur Darri Ólafsson – Olaf – Sótonyi Gábor
- Jason Mitchell – Walter –

## Filmkészítés
A forgatásra a louisianai New Orleansban és Panamavárosban került sor.

## Fordítás
- Ez a szócikk részben vagy egészben  a   Contraband (2012 film) című angol Wikipédia-szócikk fordításán alapul.  Az eredeti cikk szerkesztőit annak laptörténete sorolja fel. Ez a jelzés csupán a megfogalmazás eredetét és a szerzői jogokat jelzi, nem szolgál a cikkben szereplő információk forrásmegjelöléseként.